# Skate Association Germany
Die Skate Association Germany (SAG) wurde am 11. März 2004 in Münster gegründet und am 6. November 2015 aufgelöst. Der gemeinnützige Verein veranstaltete im Auftrag des Deutschen Rollsport und Inline-Verbandes die deutsche Meisterschaft Inline Halfpipe und Street.
Ziel des Vereins war die Förderung des Inlineskatens mit besonderem Schwerpunkt des so genannten Aggressive-Skatings (Stunt-Skaten), also des Skatens auf Halfpipes, Rampen, Rails, Curbs und anderen geeigneten Geräten. Die SAG verstand sich selbst als Interessenvertreterin aller Aggressive Skater und als Ansprechpartnerin für Institutionen und Einzelpersonen.

## Partner und Dachverbände
Die Skate Association Germany e.V. war Mitglied im Deutschen Rollsport und Inlineverbande, im Landessportbund Nordrhein-Westfalen und im Stadtsportbund Münster. Sie pflegte partnerschaftliche Beziehungen mit Vereinen und Institutionen aus dem In- und Ausland. Zur Förderung der Völkerverständigung durch den Rollsport war 2005 die Wettkampfserie European Vert Challenge ins Leben gerufen worden, die im Anschluss an das Finale der deutschen Meisterschaft Inline Halfpipe ausgetragen wurde.
- Aggressive Skaters Association (Culver City, USA)
- AISA Disaster (Sofia, Bulgarien)
- Deutscher Rollsport und Inline-Verband (Deutschland)
- Inlineskatecenter e.V. (Basdorf, Deutschland)
- Landessportbund Nordrhein-Westfalen (Deutschland)
- Skateclub Sauerland e.V. (Lüdenscheid, Deutschland)
- Sportgarten e.V. (Bremen, Deutschland)
- Stadtsportbund Münster (Münster, Deutschland)
- Trend- und Allgemeinsportverein e.V. (Bonn, Deutschland)

## Aktivitäten
- Ausrichtung der deutschen Meisterschaft
- Veranstaltung weiterer Wettbewerbe
- Durchführung von Fahr- und Sicherheitstraining
- Bau, Instandhaltung und Bereitstellung von Sportgeräten
- Dokumentation und Öffentlichkeitsarbeit
- Beratung und Information

## Bekannte Mitglieder
- Niclas Stephan (Deutscher Meister Inline Halfpipe 2004 und 2005, Drittplatzierter bei der Amateurweltmeisterschaft 2005 in Manchester, England)
- Andreas März (Deutscher Meister Inline Halfpipe 2006)
- Richard Sedlar (Deutscher Meister Inline Halfpipe 2007 und 2008)
- Jan Mertens (Deutscher Vizemeister Inline Halfpipe 2008)
- Felix Herklotz (Deutscher Meister Inline Halfpipe 2000 und 2009)

## Geschichte
- 2004 Gründung und Eintragung des Vereins
- 2004 Kauf einer mobilen Wettkampfhalfpipe
- Ausrichtung der deutschen Meisterschaft Halfpipe seit 2004
- Ausrichtung der European Vert Challenge seit 2005
- 2006–2007 Bau eines transportablen Street Parcours
- 2006 Petition für den Erhalt der Skate Factory Essen
- 2007–2008 Bau einer überdachten Trainings-Halfpipe
- 2009 Ausrichtung der von der EU geförderten internationalen Jugendbegegnung "Skaters for Europe"